# Alva Thors
Alva Thors (14 giugno 2005) è una combinatista nordica finlandese.

## Biografia
Attiva dall'agosto del 2019, la Thors ha esordito in Coppa del Mondo il 2 dicembre 2022 a Lillehammer in un'individuale Gundersen (20ª) e ai Campionati mondiali a Planica 2023, dove si è classificata 27ª nel trampolino normale e 6ª nella gara a squadre mista. Saltuariamente prende parte anche a gare di salto con gli sci, tra le quali un'edizione dei Mondiali juniores.

## Palmarès

### Coppa del Mondo
- Miglior piazzamento in classifica generale: 29ª nel 2023